# 東ティモールの文化

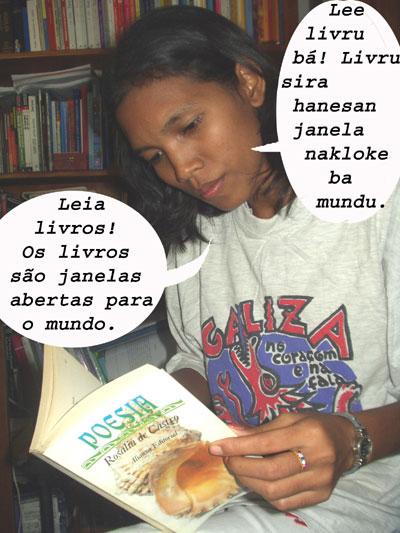
東ティモール国内の読書キャンペーンのポスター

東ティモールの文化は、ポルトガル、カトリック教会、インドネシアなどのマレー民族、土着のオーストロネシア語族の文化など様々な文化の影響を受けている。

## 文学
最も有名な東ティモールの作家はシャナナ・グスマンである。彼はティモールのレジスタンス組織東ティモール独立革命戦線のリーダーであり、独立後の現在は東ティモールの首相を務めている。彼は独立闘争に参加している最中に2冊の本を書いた。彼は詩や絵画にも長じ、東ティモールの人々の文化、価値、技能について記した作品も作成している。
有名な東ティモールの作家としては他にルイス・カルドソ、フェルナンド・シルヴァン、ポンテ・ペドリーニャ (Ponte Pedrinha)、ジョルジュ・バロス・ドゥアルテ、クリソディオ・アラウージョ、ジョルジュ・ラウテン、フランシスコ・ボルジャ・ダ・コスタ、アフォンソ・ブサ・メタン、フィトゥン・フィク (Fitun Fuik) らがいる。

## 宗教
東ティモールではポルトガルの植民地となって以降、名目上はカトリック教国であった。1975年から1999年までインドネシアの支配下にあった当時、カトリック信仰は東ティモールの文化の中心的な役割を果たしていた。ポルトガルの支配下に入った当初は東ティモールの多くは精霊信仰を行なっておりカトリックを信仰するものは少なかったが、インドネシア支配下に置かれたことでカトリック信者の数は爆発的に増えた。これには幾つかの理由がある。まず第一に、インドネシアはイスラム教を信奉する国であったことである。インドネシアは5つの公認宗教のみ信仰を許可し、東ティモールの伝統的な信仰を認めなかった。第二に、インドネシアの統治時代を通じて、バチカンと直結するカトリック教会が東ティモール人が迫害を逃れるための避難所としての役割を果たしていたことが挙げられる。
ディリ教区の使徒座管理者（事実上の司教）であったモンシニョール・マルティーニョ・ダ・コスタ・ロペスはインドネシア治安部隊によるレイプや拷問、殺人、失踪などを含む人権侵害に抗議し始めた。彼はジャカルタからの圧力に屈する形で、1983年に辞職し、若い司祭のモンシニョール・カルロス・フィリペ・シメネス・ベロにとって代わった。インドネシア政府は彼を政府に忠誠を誓う人物であろうと見ていたが、彼は人権侵害に抵抗するだけでなく民族自決の議論も行い、国際連合の事務総長宛に国民投票の実施を求める公開書簡を送付した。1996年、彼は亡命中であった独立運動指導者のジョゼ・ラモス＝ホルタと共にノーベル平和賞を受賞し、現在は東ティモールの大統領を務めている。      
スハルト政権による非難が行われたにもかかわらず、東ティモール独立運動を行った東ティモール独立革命戦線は共産主義を掲げており、指導者の多くは司祭になるための訓練を積んでいた。彼らの哲学はおよそマルクス主義よりもラテンアメリカの独立運動で見られたカトリックの解放の神学に近いものであった。 
しかし、現在国内に住む人の大部分 (99.1％) がカトリック教徒であるにもかかわらず、前代首相のマリ・アルカティリがイエメン出身のムスリムであったように、宗教に関しては寛容である。

## スポーツ
東ティモールは国際オリンピック委員会 (IOC) を含む多くの国際的なスポーツ組織に参加している。IOCは東ティモールオリンピック委員会 (COTL) を正会員と認めている。シドニーオリンピックにおいて、オリンピック旗の下で「独立オリンピック競技者」として4人から構成される選手団が参加し、これが初のオリンピック出場となった。東ティモール陸上競技連盟 (Federação de Timor-Leste de Atletismo) は国際陸上競技連盟 (IAAF) に加盟している。2003年4月、東ティモールバドミントン連盟 (Federação de Badminton de Timor-Leste) は国際バドミントン連盟 (IBF) に加盟した。東ティモール自転車競技連盟は国際自転車競技連合に加盟している。東ティモールスポーツ連盟 (Confederação do Desporto de Timor Leste) は国際ウエイトリフティング連盟に加盟している。東ティモールは国際卓球連盟 (ITTF) の正会員でもある。2005年9月、サッカー東ティモール代表は国際サッカー連盟 (FIFA) に加盟した。
東ティモールは複数のスポーツイベントに参加している。メダルを獲得することはできなかったものの、2003年にベトナムで開催された東南アジア競技大会に初出場した。同年にベトナムで開催されたASEANパラリンピックにおいて、東ティモールは銅メダルを獲得した。2004年のアテネオリンピックでは、6人がオリンピックに参加し、陸上競技、重量挙げ、ボクシング競技に出場した。東ティモールは2005年の東南アジア競技大会において3つのメダルを獲得した。東ティモールは初めて出場した2006年のポルトガル語圏競技大会でも女子バレーボール競技において銅メダルを獲得した。2008年10月30日、東ティモールはカンボジア代表との国際Aマッチで2-2と引き分け、初の勝ち点を獲得した。

## 祝祭日
現在、東ティモールには独立に関する歴史的な出来事を祝う祝日があり、カトリックやイスラム教の祝日と同様に祝われている。東ティモールの祝日は以下のとおりである。
| 月日 (グレゴリオ暦) | 月日 (ヒジュラ暦) | 祝日名                 | 備考 |
| ------------------- | ----------------- | ---------------------- | --- |
| 1月1日              |                   | 元日                   | グレゴリオ暦の新年を祝う。午前0時へのカウントダウンも行われ、花火が打ち上げられる。                                        |
|                     | 12月10日          | イード・アル＝アドハー | ヒジュラ暦によるため日付は多少変動する。イブラーヒームが長男のイシュマエルをアッラーフへの生贄として捧げたことを記念する日 |
| 3月〜4月            |                   | 聖金曜日               | イースター前の金曜日 |
| 5月1日              |                   | メーデー               | 労働者の社会的、経済的地位を求める日                                                                                       |
| 5月20日             |                   | 独立記念日             | 2002年より実施。 |
| 5月〜6月            |                   | 聖体の祝日             | |
| 8月15日             |                   | 聖母被昇天祭           | |
| 8月30日             |                   | 住民投票記念日         | 1999年の独立に関する国民投票を記念。                                                                                       |
| 9月20日             |                   | 解放記念日             | 1999年のINTERFET（国連平和維持活動隊）による解放を記念                                                                     |
| 11月1日             |                   | 諸聖人の日             | |
| 11月2日             |                   | 死者の日               | |
| 11月12日            |                   | サンタクルス記念日     | 1991年に起きたサンタクルス事件の日                                                                                         |
| 11月28日            |                   | 独立宣言の日           | 1975年のポルトガルからの独立を祝う日                                                                                       |
|                     | 10月1〜2日        | イド・アル＝フィトル   | ヒジュラ暦によるため日付は多少変動する。ラマダーン (断食月) の終了を祝う日                                                 |
| 12月7日             |                   | 国民的英雄の日         | 1975年、インドネシアの東ティモール侵攻と戦った英雄を称える記念日                                                           |
| 12月8日             |                   | 無原罪の御宿り         | |
| 12月24日            |                   | クリスマスイブ         | クリスマスの前日 |
| 12月25日            |                   | クリスマス             | イエス・キリストの誕生を祝うキリスト教の祝日                                                                               |
| 12月31日            |                   | 大晦日                 | グレゴリオ暦の年度最終日                                                                                                   |